# Cesar (bier)
Cesar is een Belgisch bier van hoge gisting.
Het bier wordt sinds 2011 gebrouwen in Brouwerij Van Steenberge te Ertvelde. Het bier was een idee van Joris van Eetvelde uit Lokeren en striptekenaar van de Urbanus-stripboeken Willy Linthout, eveneens uit Lokeren, was meteen enthousiast. Cesar is in de stripreeks de vader van Urbanus.

Het is een blond bier, type tripel, met een alcoholpercentage van 8,5%.